# India op de Olympische Zomerspelen 1976
India nam deel aan de Olympische Zomerspelen 1976 in Montréal, Canada. Voor het eerst sinds 1924 werd geen enkele medaille gewonnen. Sindsdien behoorde het hockeyteam altijd tot de medaillewinnaars.

## Deelnemers en resultaten

### Atletiek
| Olympiër       | Discipline      | Resultaat | Prestatie                                                                     |
| -------------- | --------------- | --------- | ----------------------------------------------------------------------------- |
| Sri Ram Singh  | 800m (m)        | 7e        | serie 1: 2de in 1.45,86 halve finale 1: 4de in 1.46,42 finale: 7de in 1.45,77 |
| Hari Chand     | 10000m (m)      | 2e        | serie 2: 8ste in 28.48,72                                                     |
| Shivnath Singh | marathon (m)    | 11e       | 2:16.22                                                                       |
| T. C. Yohannan | verspringen (m) | 16e       | kwalificatie: 16de met 7,67m                                                  |

### Boksen
| Olympiër      | Discipline  | Resultaat | Prestatie                                                                         |
| ------------- | ----------- | --------- | --------------------------------------------------------------------------------- |
| Sen Rai       | -57kg (m)   | 17e       | 1ste ronde: W van NGR Davidson: walk-over 2de ronde: V van CUB Herrera: knock-out |
| Chand Machiah | -63,5kg (m) | 25e       | 1ste ronde: V van GDR Beyer: 0-5                                                  |

### Gewichtheffen
| Olympiër    | Discipline | Resultaat | Prestatie           |
| ----------- | ---------- | --------- | ------------------- |
| Anil Mondal | -52kg (m)  | DNF       | geen geldige poging |

### Hockey
| Olympiër | Discipline | Resultaat | Prestatie |
| --- | ---------- | --------- | --- |
| Ajitpal Singh Vaduvelu Phillips Baldev Singh Ashok Diwan Bilimogga Govinda Ashok Singh Varinder Singh Harcharan Singh Mohinder Singh Aslam Khan Syed Ali Birbhadur Chattri Chand Singh Ajit Singh Surjit Singh Vasudevan Baskaran | mannen     | 7e        | groep A: 3de W van Argentinië: 4-0 V van Nederland: 1-3 V van Australië: 1-6 W van Canada: 3-0 W van Maleisië: 3-0 V van Australië: 1-1 (4-5) 5-8ste plek: V van DDR: 2-3 7-8ste plek: W van Maleisië: 2-0 |

| Groep A |            |             |             |             |             |            |            |            |        |
| #       | Land       | Wedstrijden | Wedstrijden | Wedstrijden | Wedstrijden | Doelpunten | Doelpunten | Doelpunten | Punten |
| #       | Land       | G           | W           | G           | V           | V          | T          | Saldo      | Punten |
| 1       | Nederland  | 5           | 5           | 0           | 0           | 11         | 3          | +8         | 10     |
| 2       | Australië  | 5           | 3           | 0           | 2           | 14         | 6          | +8         | 6      |
| 3       | India      | 5           | 3           | 0           | 2           | 12         | 9          | +3         | 6      |
| 4       | Maleisië   | 5           | 2           | 0           | 3           | 3          | 7          | -4         | 4      |
| 5       | Canada     | 5           | 1           | 0           | 4           | 4          | 11         | -7         | 2      |
| 6       | Argentinië | 5           | 1           | 0           | 4           | 4          | 12         | -8         | 2      |

| Ronde       | Datum    | Plaats    | Land | Score      | Land |
| ----------- | -------- | --------- | ---- | ---------- | ---- |
| Groepsfase  |          |           |      |            |      |
| 18 juli     | Montreal | India     | 4-0  | Argentinië |      |
| 19 juli     | Montreal | Nederland | 3-1  | India      |      |
| 21 juli     | Montreal | Australië | 6-1  | India      |      |
| 22 juli     | Montreal | India     | 3-0  | Canada     |      |
| 24 juli     | Montreal | India     | 3-0  | Maleisië   |      |
| 26 juli     | Montreal | Australië | 1-1  | India      |      |
| 5-8ste plek |          |           |      |            |      |
| 29 juli     | Montreal | India     | 2-3  | DDR        |      |
| 7-8ste plek |          |           |      |            |      |
| 30 juli     | Montreal | India     | 2-0  | Maleisië   |      |

### Schietsport
| Olympiër            | Discipline | Resultaat | Prestatie  |
| ------------------- | ---------- | --------- | ---------- |
| Sandhu Singh Gurbir | skeet      | 56e       | 176 punten |
| Bhim Singh          | skeet      | 67e       | 161 punten |
| andhir Singh        | trap       | 21e       | 175 punten |

Amerikaanse Maagdeneilanden · Andorra · Antigua en Barbuda · Argentinië · Australië · Bahama's · Barbados · België · Belize · Bermuda · Bolivia · Bondsrepubliek Duitsland · Brazilië · Bulgarije · Canada · Chili · Colombia · Costa Rica · Cuba · Denemarken · Dominicaanse Republiek · Duitse Democratische Republiek · Ecuador · Egypte · Fiji · Filipijnen · Finland · Frankrijk · Griekenland · Groot-Brittannië · Guatemala · Haïti · Honduras · Hongarije · Hongkong · Ierland · IJsland · India · Indonesië · Iran · Israël · Italië · Ivoorkust · Jamaica · Japan · Joegoslavië · Kaaimaneilanden · Kameroen · Koeweit · Libanon · Liechtenstein · Luxemburg · Maleisië · Marokko · Mexico · Monaco · Mongolië · Nederland · Nederlandse Antillen · Nepal · Nicaragua · Nieuw-Zeeland · Noord-Korea · Noorwegen · Oostenrijk · Pakistan · Panama · Papoea-Nieuw-Guinea · Paraguay · Peru · Polen · Portugal · Puerto Rico · Roemenië · San Marino · Saoedi-Arabië · Senegal · Singapore · Sovjet-Unie · Spanje · Suriname · Thailand · Trinidad en Tobago · Tsjecho-Slowakije · Tunesië · Turkije · Uruguay · Venezuela · Verenigde Staten · Zuid-Korea · Zweden · Zwitserland